# Eugenia stictopetala
Eugenia stictopetala är en myrtenväxtart som beskrevs av Dc.. Eugenia stictopetala ingår i släktet Eugenia och familjen myrtenväxter. Inga underarter finns listade i Catalogue of Life.